# Flavius Eutolmius Tatianus

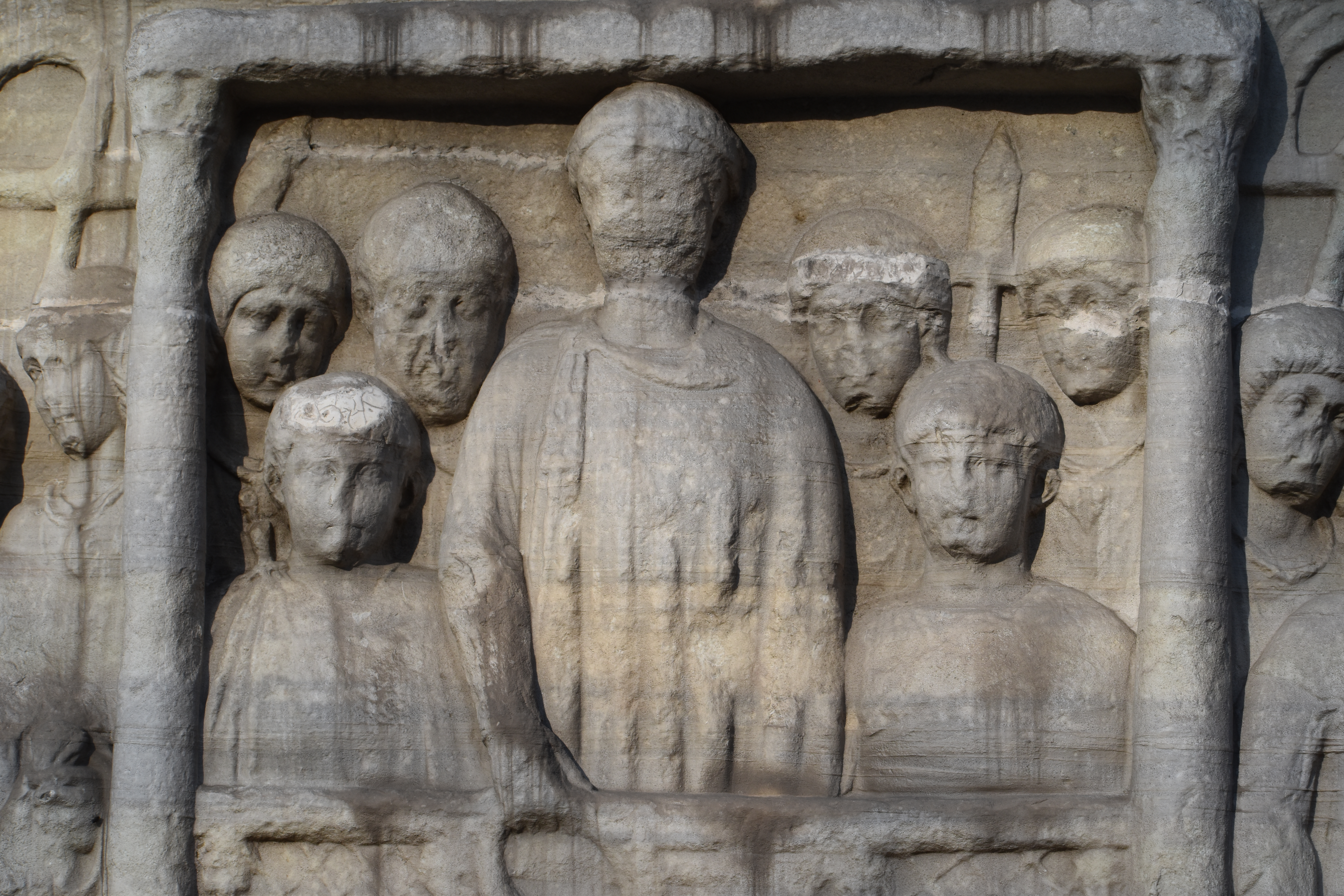
Detail der Südostseite des Sockels des Theodosiusobelisken, Konstantinopel, 390 n. Chr. Der Kaiser in der Mitte wird teilweise als Arcadius gedeutet, der alte Mann rechts hinter ihm (links oben aus Betrachterperspektive) könnte Flavius Eutolmius Tatianus sein, im Jahr 390 dessen Berater.

Flavius Eutolmius Tatianus war ein spätantiker römischer Politiker und Jurist des 4. Jahrhunderts n. Chr.
Die Familie der Eutolmii stammte aus Lykien, einer Landschaft im Südwesten Kleinasiens (lateinisch Lycia). Tatianus war Sohn des Antonius Tatianus, Statthalter (praeses) von Karien von 360 bis ca. 364. Tatianus begann etwa zur Zeit der Statthalterschaft seines Vaters seine Karriere in der Territorialverwaltung. Um das Jahr 357 war er Rechtsanwalt. Danach war er Gehilfe (assessor) bei einem Statthalter, einem Vikar, einem Prokonsul und zwei Präfekten. Anschließend war er Statthalter der Thebais (das Jahr ist nicht mehr datierbar). Von 367 bis 370 hatte er die Stellung eines praefectus Augustalis inne, d. h. er war Präfekt der römischen Provinz Ägypten. Zwischen 370 und 374 verwaltete er in Personalunion die Provinz Syrien gemeinsam mit der Diözese Oriens und wechselte danach in die Zentralverwaltung über. Dort war er als comes sacrarum largitionum, als der er auch Mitglied des Consistoriums war, des kaiserlichen Kronrats, von 374 bis 380 in der kaiserlichen Finanzverwaltung tätig. Nach etwa einem Jahr Dienst unter Theodosius I. verließ Tatianus sein Amt und zog sich in sein Privatleben zurück. Ob er dabei dem Druck kaiserlicher Günstlinge weichen musste, die der neue Herrscher aus dem Westen importiert hatte, ist ungewiss. Die nächsten acht Jahre lebte Tatianus zurückgezogen in Lykien.
Kurz bevor er zu einem Feldzug gegen den Usurpator Magnus Maximus in den Westen des Reiches aufbrach, ernannte Theodosius I. Tatianus zum Prätorianerpräfekten des Orients (praefectus praetorio per Orientem, 388–392). Er lenkte die Regierungsgeschäfte für Arcadius, den jugendlichen Sohn des Theodosius. Tatianus verfügte hier in seiner Eigenschaft als Gerichtsherr zunächst, dass nur studierte Juristen an dem Gerichtshof als Anwalt tätig werden durften.
Es gibt zwar einige Hinweise in der Gesetzgebung dieser Jahre, dass Tatianus die Abwesenheit des Herrschers dazu nutzte, eine eigenständige Religionspolitik mit eher antiklerikalen Zügen zu betreiben, doch kann von einem politischen Umschwung zugunsten der Heiden, wie er in der Forschung früher teils vermutet wurde, nicht die Rede sein. Im Jahr 391 wurde Tatianus mit dem ordentlichen Konsulat geehrt, das er gemeinsam mit Quintus Aurelius Symmachus bekleidete.
Die in den letzten Regierungsjahren des Theodosius zunehmende Unduldsamkeit gegenüber dem Heidentum, die Gier des Rufinus nach der Prätorianerpräfektur und die Tatsache, dass sich Tatianus bei der Verwaltung der Finanzen und der Gesetzgebung einige Blößen gab, führten zur Absetzung und Inhaftierung des Tatianus. Er und sein Sohn Proculus, der einstige Stadtpräfekt von Konstantinopel, wurden zum Tod verurteilt. Die Todesstrafe wurde für Tatianus in eine lebenslange Verbannung umgewandelt. Er starb verarmt in seiner Heimat, obwohl er unter Arcadius noch zu Lebzeiten rehabilitiert worden war. Vermutlich war der bedeutende Philosoph Proklos sein Enkel.